# بيفيك
بيفيك (بالروسية: Певек) هي إحدى مدن روسيا في الكيان الفدرالي الروسي أوكروغ تشوكوتكا الذاتية. يبلغ عدد سكانها 4,162 نسمة (وفق إحصاء عام 2010).

## المناخ
يظهر الجدول التالي التغييرات المناخية على مدار السنة لبيفيك:
| البيانات المناخية لـبيفيك         | البيانات المناخية لـبيفيك | البيانات المناخية لـبيفيك | البيانات المناخية لـبيفيك | البيانات المناخية لـبيفيك | البيانات المناخية لـبيفيك | البيانات المناخية لـبيفيك | البيانات المناخية لـبيفيك | البيانات المناخية لـبيفيك | البيانات المناخية لـبيفيك | البيانات المناخية لـبيفيك | البيانات المناخية لـبيفيك | البيانات المناخية لـبيفيك | البيانات المناخية لـبيفيك |
| الشهر                             | يناير                     | فبراير                    | مارس                      | أبريل                     | مايو                      | يونيو                     | يوليو                     | أغسطس                     | سبتمبر                    | أكتوبر                    | نوفمبر                    | ديسمبر                    | المعدل السنوي             |
| --------------------------------- | ------------------------- | ------------------------- | ------------------------- | ------------------------- | ------------------------- | ------------------------- | ------------------------- | ------------------------- | ------------------------- | ------------------------- | ------------------------- | ------------------------- | ------------------------- |
| الدرجة القصوى °م (°ف)             | 8.9 (48.0)                | 5.6 (42.1)                | 5.8 (42.4)                | 8.6 (47.5)                | 17.1 (62.8)               | 27.0 (80.6)               | 29.2 (84.6)               | 25.7 (78.3)               | 20.3 (68.5)               | 14.5 (58.1)               | 8.0 (46.4)                | 8.9 (48.0)                | 29.2 (84.6)               |
| متوسط درجة الحرارة الكبرى °م (°ف) | −24.1 (−11.4)             | −24.3 (−11.7)             | −18.6 (−1.5)              | −11.6 (11.1)              | 0.6 (33.1)                | 9.4 (48.9)                | 12.6 (54.7)               | 10.3 (50.5)               | 4.7 (40.5)                | −3.8 (25.2)               | −14.1 (6.6)               | −20.2 (−4.4)              | −6.6 (20.1)               |
| المتوسط اليومي °م (°ف)            | −26.6 (−15.9)             | −26.7 (−16.1)             | −22.6 (−8.7)              | −15.6 (3.9)               | −2.6 (27.3)               | 5.4 (41.7)                | 8.4 (47.1)                | 7.3 (45.1)                | 3.0 (37.4)                | −6.3 (20.7)               | −16.9 (1.6)               | −23.8 (−10.8)             | −9.8 (14.4)               |
| متوسط درجة الحرارة الصغرى °م (°ف) | −30.1 (−22.2)             | −30.8 (−23.4)             | −26.4 (−15.5)             | −19.8 (−3.6)              | −5.8 (21.6)               | 2.1 (35.8)                | 5.2 (41.4)                | 4.9 (40.8)                | 0.9 (33.6)                | −7.8 (18.0)               | −19.5 (−3.1)              | −26 (−15)                 | −12.8 (9.0)               |
| أدنى درجة حرارة °م (°ف)           | −45 (−49)                 | −50 (−58)                 | −43.3 (−45.9)             | −41 (−42)                 | −30 (−22)                 | −10.6 (12.9)              | −2.2 (28.0)               | −5.1 (22.8)               | −12.7 (9.1)               | −29.3 (−20.7)             | −39.7 (−39.5)             | −40.6 (−41.1)             | −50 (−58)                 |
| الهطول مم (إنش)                   | 9 (0.4)                   | 12 (0.5)                  | 7 (0.3)                   | 11 (0.4)                  | 10 (0.4)                  | 15 (0.6)                  | 26 (1.0)                  | 27 (1.1)                  | 21 (0.8)                  | 16 (0.6)                  | 14 (0.6)                  | 16 (0.6)                  | 184 (7.2)                 |
| متوسط الأيام الممطرة              | 0                         | 0                         | 0.1                       | 0.1                       | 2                         | 7                         | 13                        | 12                        | 10                        | 1                         | 0.3                       | 0                         | 45.5                      |
| متوسط الأيام المثلجة              | 18                        | 18                        | 15                        | 14                        | 12                        | 5                         | 3                         | 3                         | 12                        | 20                        | 17                        | 19                        | 156                       |
| متوسط الرطوبة النسبية (%)         | 83                        | 81                        | 81                        | 83                        | 79                        | 74                        | 76                        | 79                        | 80                        | 80                        | 84                        | 83                        | 80                        |
| المصدر: Pogoda.ru.net             |                           |                           |                           |                           |                           |                           |                           |                           |                           |                           |                           |                           |                           |